# Розенберг, Игорь Наумович
Игорь Наумович Розенберг (род. 12 августа 1965) — российский учёный, специалист в области теории систем и управления, теории графов и гиперграфов, нечётких множеств, информационных и геоинформационных технологий.
Член-корреспондент РАН, доктор технических наук, профессор, научный руководитель Российского университета транспорта.

## Биография
В 1987 году окончил Таганрогский радиотехнический институт имени В. Д. Калмыкова (ТРТИ) с присвоением квалификации инженера-электрика.
С 1987 по 2000 год работал инженером-программистом, заведующим сектором, заведующим объединённым научно-исследовательским отделом ТРТИ и Института проблем информатики Российской академии наук (ИПИ РАН) в г. Таганроге.
2000—2008 гг. работал в ГУП «ВНИИАС МПС России», ранее именовавшемся НИИАС ЖТ, в г. Москве в должностях: заведующий сектором геоинформационных систем и спутниковых технологий, заведующий отделением, заместитель директора-заведующий отделением геоинформационных технологий на железнодорожном транспорте.
2008—2015 гг. работал в должностях: заместитель генерального директора-руководитель объединённого научно-технического комплекса по управлению инфраструктурой и безопасности движения, первый заместитель генерального директора ОАО «НИИАС».
2015—2020 гг. советом директоров назначен генеральным директором АО «НИИАС».
В 2020 году был избран на должность научного руководителя АО «НИИАС».
В 2022 году назначен проректором Российского университета транспорта.
В 2023 году назначен научным руководителем Российского университета транспорта.
Ведёт преподавательскую работу, является заведующим кафедрой «Геодезия, геоинформатика и навигация» Российского университета транспорта (ранее — Московский государственный университет путей сообщения (МИИТ).
Одновременно с этим является членом Объединённого учёного совета ОАО «РЖД», членом диссертационных советов на базе РУТ (МИИТ) и Южного федерального университета (ЮФУ), членом редакционных коллегий в журналах «Автоматика, связь, информатика», «Геоинформатика», «Железнодорожный транспорт», председателем редакционной коллегии научно-технического журнала «Надёжность», главным редактором научно-методического журнала «Наука и технологии железных дорог».

### Основные научные результаты
- разработана теория интеллектуального анализа и принятия решений на основе геопространственных данных профессиональными сетевыми сообществами;
- разработаны научные основы когнитивного управления сложными распределёнными организационно-техническими системами на основе применения сетецентрической концепции, платформенно-иерархических и когнитивных моделей применительно к интеллектуальным транспортным системам, с использованием геоданных;
- созданы специальные модели, методы и алгоритмы анализа объектов, отношений и процессов в геосистемах, описываемых нечёткими темпоральными сетями, графами и гиперграфами. Получены практически важные решения задач оптимизации живучести и безопасности нечётких сетевых структур;
- исследованы и выработаны принципы программно-аппаратной организации перспективных сетевых геоинформационных сервисов мониторинга и анализа техногенных и природных воздействий на основе данных дистанционного зондирования и спутниковых навигационных технологий.

## Награды
- Орден Дружбы (25 марта 2025) — за заслуги в подготовке высококвалифицированных специалистов, научно-педагогической деятельности и многолетнюю добросовестную работу[1]
- Премия Правительства Российской Федерации в области науки и техники (2019) — за разработку и внедрение автоматизированного комплекса управления движением поездов с интеллектуальной системой интервального регулирования на основе бессветофорной технологии с подвижными блок-участками на Московском центральном кольце
- Премия Правительства в области транспортной науки и техники имени В. Н. Образцова (2025) — за заслуги в области транспортной науки и транспортного образования'[2]
- Премия имени Б. Б. Голицына (РАН, 23 апреля 2024) — за серию работ по теме «Системный геоинформационный анализ геофизических данных для выделения зон повышенной сейсмической опасности, изучения литосферных структур и распознавания аномалий геомагнитного поля»
- Знак «Почётный железнодорожник» Министерства транспорта Российской Федерации (2013)
- Знак за заслуги в развитии ОАО «Российские железные дороги» 2 и 1 степени
- Медаль Петра Губонина Министерства транспорта Российской Федерации

## Научные труды
И. Н. Розенберг является автором более 470 научных трудов, из них 25 монографий и 12 учебных пособий, а также 110 патентов / авторских свидетельств на изобретения.
Российский индекс научного цитирования — 9531, индекс Хирша по РИНЦ — 53, по Scopus — 8, по Web of Sciense — 6.

### Основные монографии
1. Методы и алгоритмы создания интеллектуальных геоинформационных систем для управления транспортными процессами: Монография. — Москва: ВИНИТИ РАН, 2019.-292с.
2. Flows in Networks Under Fuzzy Conditions. Springer International Publishing, 2016, ISBN 978-3-319-41618-2.
3. Теоретические основы тесной интеграции инерциально-спутниковых навигационных систем. Монография. — М.: Физматлит, 2018.
4. Безопасность движения на железных дорогах на основе применения многофункциональных комплексных систем регулирования поездов. 2-е изд., перераб. и доп. — М.: ИПЦ «Дизайн. Информация. Картография», 2008.
5. Спутниковые технологии на железных дорогах России. 2-е изд., перераб. и доп. — М.: ИПЦ «Дизайн. Информация. Картография», 2008.
6. Интегрированная система управления железной дорогой. 2-е изд., перераб. и доп. — М.: ИПЦ «Дизайн. Информация. Картография», 2008.
7. Инновационные технологии управления перевозочным процессом на железнодорожном транспорте. 2-е изд., перераб. и доп. — М.: ИПЦ «Дизайн. Информация. Картография», 2008.
8. Анализ и исследование потоков и живучести в транспортных сетях при нечётких данных. — М.: Научный мир, 2006.
9. Решение задач размещения с нечёткими данными с использованием геоинформационных систем. — М.: Научный мир, 2006.
10. САПР СБИС. Языки описания проектов. Издательство РГУ, 1992.
11. Комплексные инновации в управлении сложными организационно-техническими системами. — М.: «Феория», 2010.
12. Программные интеллектуальные оболочки геоинформационных систем. — М.: Научный мир, 2010.
13. Графы и навигация. — М.: ВИНИТИ РАН, 2011.
14. Нахождение живучести нечётких транспортных сетей с применением геоинформационных систем. — М.: Научный мир, 2012.
15. Теория адаптивных систем навигации и управления железнодорожного транспорта на основе глобальной навигационной спутниковой системы ГЛОНАСС и навигационных функций. — М.: ВИНИТИ РАН, 2014.
16. Адаптивная система обеспечения точной геометрии содержания высокоскоростного пути и стратегически безопасной навигации по навигационным функциям. — М.: ВИНИТИ РАН, 2015.
17. Графы и спутниковая навигация на графах. — М.: ВИНИТИ РАН, 2013.
18. Анализ и решение потоковых задач в транспортных сетях в условиях нечёткости и частичной неопределённости. — М.: Научный мир, 2015.

### Учебные издания
1. Основы геоинформационного моделирования. В двух книгах. Учебник. — М.: ФГБУ ДПО «УМЦ ЖДТ», 2022, ISBN 978-5-907479-59-3.
2. Новая технология ведения техническо-распорядительных актов станций. Учебное пособие для вузов железнодорожного транспорта. — М.: Маршрут, 2005.
3. Координатные системы в геоинформатике. Учебное пособие. — М.: МГУПС (МИИТ), 2009.
4. Автоматизированные информационные системы управления. Учебное пособие. — М.: МГУПС (МИИТ), 2010.
5. Основы геоинформатики. Учебное пособие. — М.: МИИГАиК, 2011.
6. Графы и спутниковая навигация на графах. Учебное пособие. — М.: ВИНИТИ, 2013.
7. Теория адаптивных систем навигации и управления железнодорожного транспорта на основе глобальной навигационной спутниковой системы ГЛОНАСС и навигационных функций. Учебное пособие. — М.: ВИНИТИ РАН, 2014.
8. Информатика и синергетика. Учебное пособие. — М.: МГУПС (МИИТ) 2015.
9. Экономико-математические методы моделирования. Учебное пособие. — М.: МГУПС (МИИТ) 2015.
10. Геоинформационные системы. Учебное пособие. — М.: МГУПС (МИИТ) 2015.
11. Аэросъёмка, фотограмметрия и дистанционное зондирование. Учебное пособие. — М.: МГУПС (МИИТ) 2015.
12. Космическая геоинформатика. Учебное пособие. — М.: МГУПС (МИИТ) 2015.
13. Сбор данных для ГИС. Учебное пособие. — М.: МГУПС (МИИТ) 2015.